# منتخب إسكتلندا تحت 17 سنة لكرة القدم
منتخب إسكتلندا تحت 17 سنة لكرة القدم (بالإنجليزية: Scotland national under-17 football team)‏ هو ممثل إسكتلندا الرسمي في المنافسات الدولية في كرة القدم في فئة كرة قدم تحت 17 سنة للرجال، يديره اتحاد إسكتلندا لكرة القدم.